# Dreetz (Brandenbourg)
Dreetz est une commune allemande de l'arrondissement de Prignitz-de-l'Est-Ruppin, Land de Brandebourg.

## Géographie
La commune comprend les quartiers de Dreetz, Giesenhorst, Bartschendorf, Michaelisbruch et Siegrothsbruch.
| Sieversdorf-Hohenofen | Neustadt (Dosse) | Wusterhausen/Dosse |
| Großderschau          | Dreetz           |                    |
| Rhinow                | Kleßen-Görne     | Friesack           |

Le canal du Rhin traverse le lac de Dreetz.

## Histoire
Dreetz est mentionné pour la première fois en 1337, quand les frères Heinrich et Jordan von Kröcher (de) reçoivent du margrave Louis de Brandbourg, les deux villages de Dreetz et le village de Lohm ainsi que le tribunal et le patronage de l'église.
En 1847, le village subit un incendie. Lors de la reconstruction, moins de maisons sont bâties le long de la rue principale et davantage en hameaux.
Lors de la Seconde Guerre mondiale, une usine d'armement de WASAG (de) est construite près de Dreetz. Sa production exige de nombreux travailleurs forcés polonais, soviétiques et serbes. En 1945, les avions de combat alliés bombardent un train stationné à Dreetz, tuant 186 détenus du camp de concentration de Dora.
En avril 1973, Michaelisbruch fusionne avec Dreetz, en janvier 1977 Bartschendorf puis Giesenhorst le 31 décembre 1997.

## Source, notes et références
- (de) Cet article est partiellement ou en totalité issu de l’article de Wikipédia en allemand intitulé « Dreetz (Brandenburg) » (voir la liste des auteurs).